# 納傑日季夫卡 (戈洛瓦尼夫西克區)
48°12′21″N 30°28′9″E / 48.20583°N 30.46917°E
納傑日季夫卡（烏克蘭語：Надеждівка）是烏克蘭中部的村莊，隸屬基洛夫格勒州的霍洛瓦尼夫斯克區。該村面積0.91平方公里，海拔高度141米，2001年人口140，人口密度每平方公里154.5人。